# Stemmatophora gredalis
Stemmatophora gredalis is een vlinder uit de familie snuitmotten (Pyralidae). De wetenschappelijke naam is voor het eerst geldig gepubliceerd in 1935 door Zerny.
De soort komt voor in Europa.